# Thomas van Hoogstraten
Thomas van Hoogstraten (geboren als Leonardus van Hoogstraten, Langenboom, Noord-Brabant, 7 september 1845 – Huissen, 3 maart 1907) was een Nederlandse letterkundige, dichter, schrijver en theoloog.
Hij studeerde onder andere aan de Latijnse School te Gemert. Na het verkrijgen van het ordekleed (kleine professie) bij de Dominicanen werd zijn naam Thomas (naar Thomas van Aquino).
Pater fr. Thomas van Hoogstraten was Magister in de Theologie en Professor der Thomistische Dogmatiek.
Hij was een persoonlijke vriend van Joseph Alberdingk Thijm. Hij publiceerde met grote regelmaat in tijdschrift Onze Wachter en De Katholiek.
Thomas van Hoogstraten overleed in Huissen, alwaar zijn stoffelijk overschot is bijgezet in de grafkelder van het Dominicanenklooster.

## Werken
Een selectie van zijn werken:
- 1875: Da Costa. Eene Studie. Breda: Eduard van Wees.
- 1876: Dichterlijke Verpoozingen. Breda; Eduard Van Wees.
- 1893: Gedichten. Nijmegen: L.C.G. Malmberg.
- 1890: Studiën en Kritieken I. Nijmegen: L.C.G. Malmberg.
- 1891: Studiën en Kritieken II. Nijmegen: L.C.G. Malmberg.
- 1894: Studiën en Kritieken III. Nijmegen: L.C.G. Malmberg.